# Jean Saubert
Jean Marlene Saubert (* 1. Mai 1942 in Roseburg, Oregon; † 14. Mai 2007 in Bigfork, Montana) war eine US-amerikanische Skirennläuferin.

## Biografie
Saubert stammte ursprünglich aus Oregon. Das Skifahren erlernte sie im Skigebiet von McCall (Idaho). Sie war Mitte der 1960er Jahre kurzzeitig die dominierende Fahrerin des US-amerikanischen Skiverbandes. 1963 wurde sie US-amerikanische Meisterin in der Abfahrt und im Riesenslalom. Im Jahr darauf gewann sie bei den nationalen Meisterschaften alle vier Titel.
International machte sie erstmals bei den Skiweltmeisterschaften 1962 in Chamonix auf sich aufmerksam, als sie im Riesenslalom auf den sechsten Rang fuhr. In den folgenden Jahren erreichte sie zahlreiche Siege bei internationalen Rennen. Unter anderem waren dies 1963 Abfahrt, Slalom und Kombination des Harriman Cups in Sun Valley sowie der Riesenslalom des Silver Belt in Sugar Bowl und im Winter 1963/64 Riesenslalom und Kombination beim Kriterium des ersten Schnees in Val-d’Isère, der Slalom des Staufenpokals in Oberstaufen, der Riesenslalom der SDS-Rennen in Grindelwald und der Slalom der Silberkrugrennen in Bad Gastein. Ihre größten Erfolge feierte Saubert im Februar 1964 bei den Olympischen Winterspielen in Innsbruck. Dort lieferte sie sich einen harten Wettkampf mit den beiden französischen Schwestern Marielle und Christine Goitschel. Letztlich musste sich Saubert im Slalom den beiden Französinnen geschlagen geben und holte die Bronzemedaille. Im Riesenslalom belegte sie zeitgleich mit Christine Goitschel Rang 2. Kurz nach den Olympischen Spielen gewann sie den Slalom des Arlberg-Kandahar-Rennens in Garmisch-Partenkirchen. Im Winter 1965 gewann sie zum zweiten Mal nach 1963 den Silver Belt. 1966 wurde sie bei den Weltmeisterschaften im chilenischen Portillo Vierte im Slalom.
Nach Ende der Weltmeisterschaften zog sich Saubert vom aktiven Leistungssport zurück. Bereits 1964 hatte sie ihren Abschluss an der Oregon State University gemacht und studierte seither an der privaten Brigham Young University. Danach arbeitete Saubert mehr als drei Jahrzehnte als Grundschullehrerin und nebenbei als Skilehrerin.